# Sviștov
Sviștov (bulgară Свищов, cunoscut ca Șiștova în perioada otomană) este un oraș din nordul Bulgariei în Regiunea Veliko Târnovo, pe malul drept al Dunării, în dreptul localității Zimnicea. La recensământul din 2001 avea o populație de 30.591 locuitori.

## Istorie
Geograful grec Ptolemeu menționează colonia romană Novae în zona Sviștovului de astăzi. Aceasta a fost mai la vest, la Staklen, dar care s-a intins spre est. A fost aproape distrusa în războaiele turcilor. 
În timpul Războiului Ruso-Turc din 1877-1878 a avut loc Bătălia de la Sviștov. Aceasta a inceput cand generalul rus Dragomirov a trecut Dunărea cu soldații săi în bărci și au atacat fortăreața otomană. A urmat un atac al generalului Scobelev ziua urmatoare, care a forțat garnizoanele turcești spre a se preda. 

## Demografie
Componența etnică a orașului Sviștov
     Turci (6,57%)
     Bulgari (78,22%)
     Nicio identificare (14,8%)
     Altele (0,78%)
La recensământul din 2011, populația orașului Sviștov era de 30.157 locuitori. Din punct de vedere etnic, majoritatea locuitorilor (78,22%) erau bulgari, cu o minoritate de turci (6,57%). Pentru 14,8% din locuitori nu este cunoscută apartenența etnică.

## Personalități născute aici
- Petăr Petrov (n. 1955), atlet;
- Emi Stambolova (n. 1973), cântăreață.